# ترازوی گوی

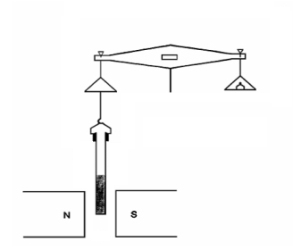
نمایی از ساختمان یک ترازوی گوی

ترازو گوی (به انگلیسی: Gouy balance) دستگاهی است که توسط فیزیک‌دان فرانسوی لوئی ژرژ گوی اختراع شد. این ترازو ابزاری برای اندازه‌گیری حساسیت مغناطیسی یک نمونه است و اساس کار آن بر مبنای گشتاور مغناطیسی حاصل از نمونه است.